# فرهنگستان
فرهنگستان یا آکادِمی (به فرانسوی: Académie) مؤسسه‌ای پژوهشی یا آموزشی برای آموزش عالی، پژوهش، یا عضویت افتخاری است.
اکنون در ایران چهار فرهنگستانِ فعال وجود دارد: فرهنگستان زبان و ادب فارسی، فرهنگستان علوم، فرهنگستان علوم پزشکی، و فرهنگستان هنر.

## ریشه‌شناسی
فرهنگستان را در یونان باستان، «آکادِمیا» (به یونانی: Ἀκαδημία) می‌گفتند. کاربرد این واژه به شکل یونانیِ آن به سال ۳۸۵ پیش از میلاد برمی‌گردد؛ زمانی‌که افلاطون در دبیرستانی در شمال آتن در یونان، مدرسه‌ای برای خردورزی و فلسفه و آموزش بنیاد نهاد.
واژهٔ «فرهنگستان» از زبان فارسی میانه به فارسی نو رسیده است.
در لغت‌نامهٔ دهخدا نیز دربارهٔ آن نوشته شده: «مشتق از نام یلی اساطیری از مردم یونان موسوم به آکادِمُس که اراضی منسوب بدو را آکادمی می‌نامیدند، در شمال غربی اَطینه «آتن»، و مَدْرَسِ افلاطون بدانجا بود.»